# ليرة سوريا ولبنان
الليرة اللبنانية السورية أو الليرة السورية اللبنانية رمزها: (المختصر "LLS")، والتي كانت تسمى رسمياً بـ «الليرة السورية» حتى عام 1924، وهي عملة ورقية تم إنشاؤها في 31 مارس 1920 بموجب الأمر رقم 129 للمفوض السامي غورو لتحل محل الجنيه المصري خلال الانتداب الفرنسي في بلاد الشام؛ وقد تم منح امتياز إصداره بموجب هذا المرسوم إلى بنك سورية ولبنان (الذي كان يسمى آنذاك «بنك سوريا»)، وتم تحديد قيمته بـ 20 فرنكًا فرنسياً تدفع بشيك في باريس. صدر في سلسلتين من مذكرات من نفس النوع من عام 1924 في مستوطنات دولة لبنان الكبير، دولة جبل الدروز والاتحاد السوري، مع الأخذ بعين الاعتبار أن هناك سلسلتين متشابهتين صدرت في كِلا البلدين مع التمييز بينهما من خلال اسم «لبنان الكبير»، والآخر باسم «سوريا»، على النحو المنصوص عليه في اتفاقية أبرمت في 23 يناير من نفس العام بين ممثلي الدولتين من جهة، ومن جهة أخرى ممثلو بنك سورية «تحت رعاية المفوضية العليا للجمهورية الفرنسية وبموافقة وزارة المالية الفرنسية 3»، والذين اعترفوا بالامتياز الحصري لإصدار أموال للبنك خلال خمسة عشر عامًا، واعتبارًا من 1 أبريل تم تداول هاتين السلسلتين من العملات بلا مبالاة ولكن دون أن تتجاوز قيمة الأوراق النقدية المتداولة 25 مليون جنيه.